# Comitat de Vukovar-Syrmie
Le comitat de Vukovar-Syrmie (en croate Vukovarsko-srijemska županija) est un comitat de Croatie situé à l'extrême est du pays. Il s'étend sur la majeure partie de l'ouest de la Syrmie. Sa capitale est Vukovar ; et le siège du comitat se trouve au palais du comté de Syrmie.

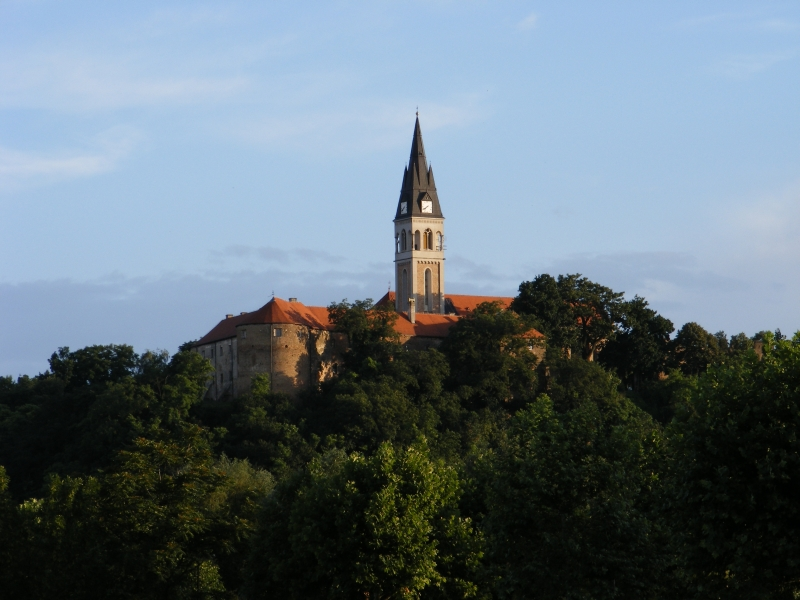
Forteresse et monastère d'Ilok

## Population
Le comitat compte 179 521 habitants. Les Croates composent 79,17 % de la population alors que les Serbes, la plus importante minorité nationale, forment 15,50 % de la population.

## Subdivision administrative

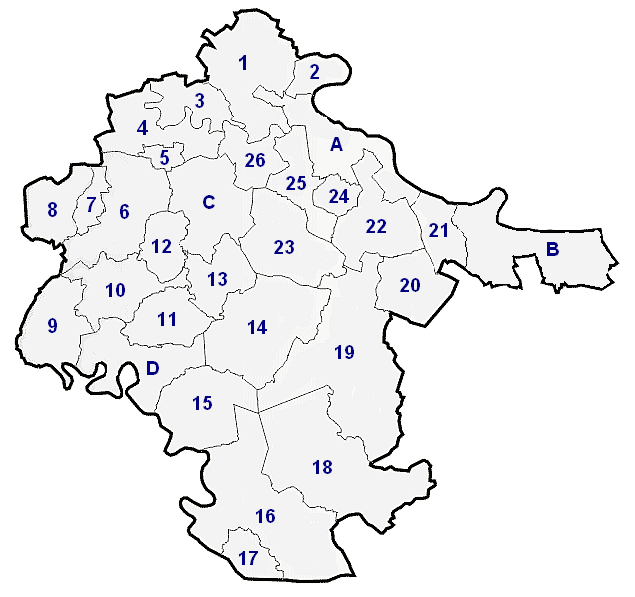
Carte des municipalités du comitat

Le comitat de Vukovar-Syrmie est divisé en 5 villes et 25 municipalités.

### Villes
- A : ville de Vukovar
- B : ville de Ilok
- C : ville de Vinkovci
- D : ville de Županja
- 14 : ville de Otok

### Municipalités
- 1 Trpinja
- 2 Borovo
- 3 Tordinci
- 4 Markušica
- 5 Jarmina
- 6 Ivankovo
- 7 Vođinci
- 8 Stari Mikanovci
- 9 Babina Greda
- 10 Cerna
- 11 Gradište
- 12 Andrijaševci
- 13 Privlaka
- 15 Bošnjaci
- 16 Drenovci
- 17 Gunja
- 18 Vrbanja
- 19 Nijemci
- 20 Tovarnik
- 21 Lovas
- 22 Tompojevci
- 23 Stari Jankovci
- 24 Negoslavci
- 25 Bogdanovci
- 26 Nuštar